# Andrew McNaughtan
Andrew McNaughtan (* 20. März 1954; † zwischen dem 22. und 24. Dezember 2003 in Sydney, Australien) war ein australischer Arzt und Osttimor-Aktivist.

## Werdegang
McNaughtan studierte 1975 Medizin an der University of New South Wales, als er eine Rede des australischen Premierministers Gough Whitlam über Osttimor hörte, war er so sehr darüber empört, dass er nach seinem Abschluss begann, sich politisch zu engagieren. Das Land hatte sich am 28. November für unabhängig von Portugal erklärt, wurde aber kurz darauf von Indonesien besetzt, mit Billigung Australiens. McNaughtan verbrachte 1983 ein Jahr in Nicaragua als freiwilliger Arzt und lernte Spanisch. Nach dem Santa-Cruz-Massaker 1991 in Osttimors Hauptstadt Dili begann er sich direkt für das südostasiatische Land einzusetzen. Zu diesem Zeitpunkt hatte McNaughtan eine Anstellung am Katherine Hospital, nahe Darwin. Er wurde Mitglied der Australians for a Free East Timor AFET. Später wurde sein Wohnhaus in der 25 Mosec St Ludmilla zu einer Art Hauptquartier der Osttimoraktivisten von Darwin. Selbst als MaNaughtan aus familiären Gründen nach Sydney umzog, vermietete er das Haus günstig an einen Aktivisten, so dass es weiter für Treffen genutzt werden konnte.
Neben Aktionen, Briefeschreiben und Demonstrationen in Darwin sammelte McNaughtan Bilder zu Osttimor im Zweiten Weltkrieg und organisierte Fotoausstellungen zu dem Thema. Zurück in Sydney, wurde McNaughtan Obmann der Australian East Timor Association NSW AETA und arbeitete weiter als Lobbyist für Osttimor. Viermal reiste er während der indonesischen Besatzungszeit nach Osttimor, meist mit seiner Filmkamera zum Dokumentieren und für Interviews. Als historisches Dokument gelten seine Aufnahmen von studentischen Aktivisten, die in Begleitung indonesischer Soldaten Einwohner Osttimors zur Teilnahme an Wahlen ermutigten. Ende August 1999 wurden er, Jude Conway und Sally-Anne Watson vom indonesischen Militär verhaftet und abgeschoben, weil sie für die Teilnahme am Unabhängigkeitsreferendum geworben hatten. Nach dem Unabhängigkeitsreferendum ging er im September 1999 wieder nach Osttimor, um nach der Vergeltungsaktion der Indonesier als Arzt zu helfen. Er war vor allem im Westteil des Landes tätig, teilweise noch bevor die INTERFET in diesen Regionen eintraf.
McNaughtan befasste sich auch mit Osttimors Ansprüchen gegenüber Australien in der Timorsee und galt als Experte zu diesem Thema.
McNaughtan verstarb nach der pathologischen Untersuchung zwischen dem 22. und 24. Dezember 2003. Er wurde Heiligabend tot in seinem Bett in seinem Haus in Sydney aufgefunden.

## Auszeichnungen
Am zehnten Todestag von McNaughtan wurde an der Straße von Dili nach Aileu für ihn ein Gedenkkreuz aufgestellt, das in Richtung des Tatamailaus blickt. Im September 1999 fuhren McNaughtan und Schwester Joan vom Mary MacKillop Institute of East Timorese Studies mit einem Lastwagen, mit Reis beladen, nach Aileu. Die Einwohner waren in ihre zerstörten Häuser zurückgekehrt und hatten um Hilfe gebeten. Auf der Fahrt boten sie vielen Heimkehrern eine Mitfahrgelegenheit. Am Ort, wo das Kreuz steht, fuhren sie aus dichtem Nebel heraus und sahen vor sich den Tatamailau, Osttimors höchsten Berg, der über den Wolken thronte. McNaughtan lächelte und sagte zur Nonne: „Dies ist der glücklichste Tag meines Lebens.“
2014 erhielt McNaughtan posthum von Osttimors Präsident Taur Matan Ruak die Insígnia des Ordem de Timor-Leste. Andrews Cousin Nigel nahm stellvertretend den Orden entgegen.